# Baphia kirkii
Baphia kirkii là một loài rau đậu thuộc họ Fabaceae.
Loài này có ở Mozambique, Tanzania, và có thể cả Kenya.
Chúng hiện đang bị đe dọa vì mất nơi sống.